# Telipogon fritillum
Telipogon fritillum es una especie  de orquídea epifita. Es originaria de Ecuador y Perú.

## Descripción
Es una orquídea de pequeño tamaño, con hábitos de epífita. Florece en una inflorescencia erecta, terete, con 1-3 flores con brácteas triangulares agudas.

## Distribución y hábitat
Se encuentra en Ecuador y Perú. 

## Taxonomía
Telipogon fritillum fue descrita por Rchb.f. & Warsz. y publicado en Bonplandia 2: 101. 1854.
Etimología
Telipogon: nombre genérico que deriva de las palabras griegas: "telos", que significa final o punto y "pogon" igual a "barba", refiriéndose a los pelos en la columna de las flores.
fritillum: epíteto